# The Youngest Profession
The Youngest Profession (br: Caçando Estrelas) é um filme estadunidense de 1943, dirigido por Edward Buzzell, e estrelado por Virginia Weidler, Edward Arnold, John Carroll, Scotty Beckett e Agnes Moorehead. É baseado em uma série de contos e livro escrito por Lillian Day, contém participações especiais de Greer Garson, Lana Turner, William Powell, Walter Pidgeon e Robert Taylor.

## Elenco
- Virginia Weidler ...Joan Lyons
- Edward Arnold ...Burton V. Lyons
- John Carroll ...Dr. Hercules
- Ann Ayers ...Susan Thayer
- Marta Linden ...Edith Lyons
- Dick Simmons ...Douglas Sutton
- Agnes Moorehead ...Miss Featherstone
- Jean Porter ...Patricia Drew
- Raymond Roe ...Schuyler
- Dorothy Morris ...Secretary
- Scotty Beckett ...Junior Lyons
- Marcia Mae Jones ...Vera Bailey
- Sara Haden ...Irmã Lassie
- Beverly Tyler ....Thyra Winter
- Marjorie Gateson ...Mrs. Drew

## Bilheteria
Segundo os registros da MGM, o filme faturou US$ 1.187.000 nos EUA e Canadá e US$ 359.000 no resto do mundo, resultando em um lucro de US$ 583 mil.